# Morgon

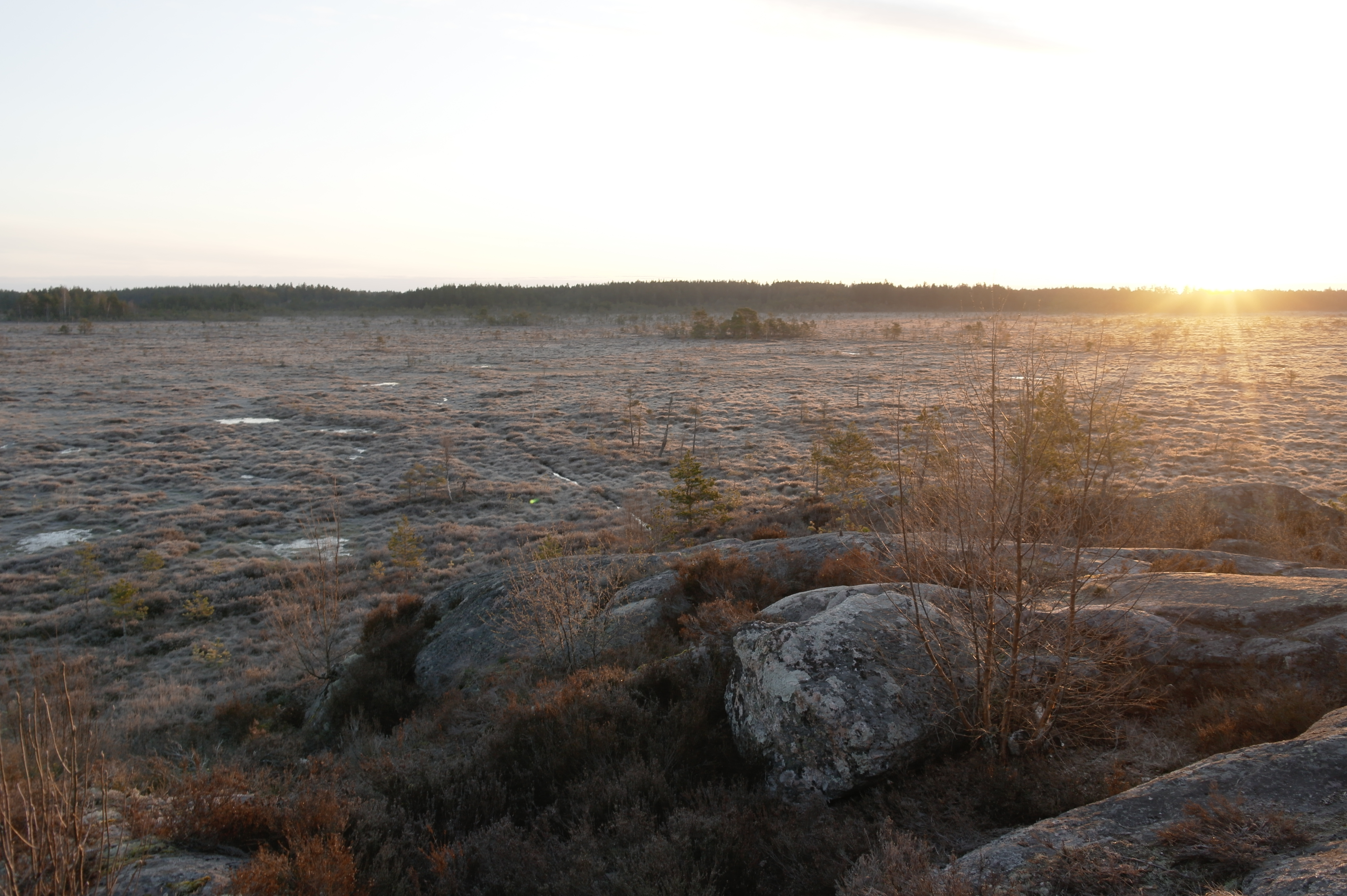
En aprilmorgon.

Morgonen (plural: morgnar) är en tidig period av dygnet som avser övergång mellan natt och dag.
Precis som många andra indelningar av dygnet har även morgon en varierande betydelse i folkmun:
- Morgon kan avse tiden omkring soluppgången då dagen inleds.[1]
- Morgon kan vara när vanliga verksamheter startar för dagen,[1] till exempel skolor och arbetsplatser.
- Morgon kan också syfta på den vakna tiden som avgränsar till middag och på så vis vara synonymt med ordet förmiddag.

Senare under dagen refereras morgonen till som den här morgonen eller i morse.
Medan amerikaner kan använda uttrycket two in the morning (klockan två på morgonen) är det vanligt att svenskar istället säger klockan två på natten för att skilja nattmörkret från förmiddagen. Ordet morgon är mestadels förknippat med uppvaknande då en person kan säga Jag somnade inte förrän fem i natt medan en annan säger Jag vaknade fem i morse.